# Hugo Paul Thieme

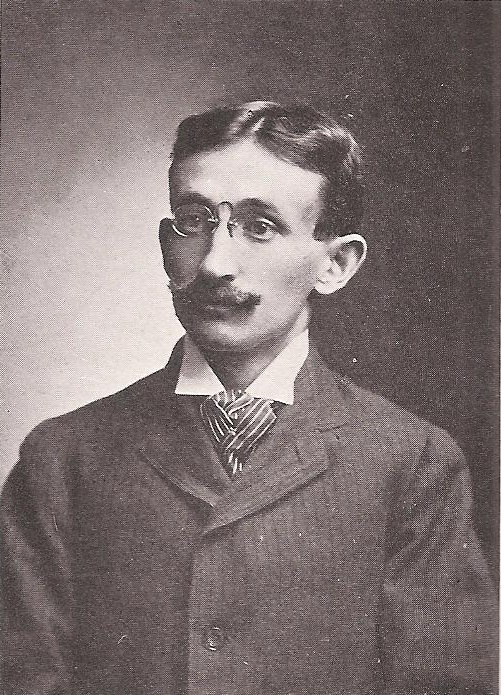
Hugo Paul Thieme, 1906

Hugo Paul Thieme (* 2. Februar 1870 in Fort Wayne; † 2. Juni 1940 in Ann Arbor) war ein US-amerikanischer Romanist und Bibliograph.

## Leben und Werk
Thieme studierte ab 1890 an der Johns Hopkins University und promovierte dort (nach einem Aufenthalt in Paris und Berlin 1894–1895) mit der Arbeit The technique of the French Alexandrine. A study of the works of Leconte de Lisle, José Maria de Heredia, François Coppée, Sully Prudhomme, and Paul Verlaine (Baltimore 1897, Ann Arbor 1899). Nach einem kurzen Zwischenspiel am Earlham College in Richmond (Indiana) begann er 1898 eine lange Hochschulkarriere an der University of Michigan in Ann Arbor. Er war dort ab 1914 Full Professor und von 1926 bis zu seinem Tod Vorstand des Department of Romance Languages.
Thieme war Ritter der Ehrenlegion (1923). Seine große Bibliographie der französischen Literatur ab 1800 wurde von der Académie française preisgekrönt (1935).

## Weitere Werke
- La littérature française du dix-neuvième siècle. Bibliographie des principaux prosateurs, poètes, auteurs dramatiques et critiques, Paris 1897 (90 Seiten)
- (Hrsg.) Hector Malot, Sans famille, New York 1902

- Guide bibliographique de la littérature française de 1800 à 1906. Prosateurs, poètes, auteurs dramatiques et critiques, Paris 1907, Grenoble 2010 (510 Seiten)
- Women of modern France, Philadelphia 1907, Project Gutenberg 2005 (Woman in all ages and in all countries, Bd. 7)
- (mit John Robert Effinger) A French grammar, New York 1908, 1912
- (Hrsg.) Balzac, Le cousin Pons, Ann Arbor 1911
- Essai sur l'histoire du vers français, Paris  1916, New York 1971 (aus dem Englischen übersetzt von  Abel Doysié; Vorwort von Gustave Lanson)
- (Hrsg.) Louis Hémon, Maria Chapdelaine. Récit du Canada français, New York 1923
- La civilisation française jugée par un Américain, Paris 1924
- Essais sur la civilisation française, Paris 1933
- Bibliographie de la littérature française de 1800 à 1930, 3 Bde., Paris 1933, 2 Bde., Genf 1971, 1983 (1. A–K, 2. L–Z, 3. La civilisation [Ouvrages et articles à consulter sur l’histoire de la langue, de la littérature et de la civilisation française]; XXVII-1061, XXV-1041, 216 Seiten)